# 무상 (신라의 승려)
무상(無相, 680년~756년)은 신라 후기의 선승이다. 성은 김씨(金氏), 호는 송계(松溪). 한국의 승려 중 처음으로 중국에서 선을 배워 중국인을 교화했다. 《송고승전》(宋高僧傳)에서 신라 국왕의 셋째 아들이라고 했는데, 부왕의 이름은 전하지 않는다. 성덕왕 때 군남사(郡南寺)에서 승려가 되었으며, 728년에 당나라로 건너갔다.
당나라 서울에 도착하자 당 현종은 무상을 선정사(禪定寺)에 머물도록 하였다. 그러나 무상은 번잡한 서울을 피하여 옛 촉나라 땅인 자중(資中)으로 가서 지선(智詵) 밑에서 선(禪)을 배웠다. 그 뒤 이승(異僧) 처적(處寂)을 찾아가 선과 두타행(頭陀行)을 익혔는데, 처적은 그에게 무상이라는 이름을 지어 주고 측천무후에게서 하사받은 마납구조의(磨納九條衣)를 물려주었다.
무상은 한번 좌선을 시작하면 5일 동안 계속하였다. 당나라 황실에서 청할 정도로 도력이 높았으며, 많은 일화를 남겼다. 28년을 중국에 머물다가 정중사에서 77세로 죽었다.